# Zamach na Bolesława Bieruta (1953)
Zamach na Bolesława Bieruta − nieudany zamach na premiera Bolesława Bieruta przeprowadzony na początku 1953 roku przez nieznaną obecnie osobę. Napastnik wdarł się do Belwederu, ale zginął z rąk śmiertelnie rannego oficera straży.